# Філ Данстер
Філіп Джеймс «Філ» Данстер (англ. Philip James "Phil" Dunster, нар. 31 березня 1992, Нортгемптон) — англійський актор. Відомий за ролями в серіалах «Удар у відповідь» (2017-2018), «Люди» (2018), «Година диявола» ( 2022) та «Тед Лассо» (2020-2023). У  2023 році за роль Джеймі Тартта в серіалі «Тед Лассо» Філ Данстер був номінований на премію «Еммі» за кращу чоловічу роль другого плану в комедійному телесеріалі.

## Біографія
Данстер народився в Нортгемптоні. Навчався в школі Лейтон-Парк в Редінгі, був старостою класу. У дитинстві грав у регбі, але у віці 15 років після невдалої спроби відбору в команду Лондон Айріш залишив цей вид спорту. Філ продовжив навчання в театральній школі «Bristol Old Vic» і закінчив її в 2014 році зі ступенем бакалавра акторської майстерності.

## Кар'єра
У 2015 році Філ Данстер зіграв роль Клавдіо у постановці шекспірівської п'єси «Багато галасу з нічого» у театрі Редінга. У тому року дебютував як актор телебачення в ситкоме «Катастрофа».
У 2020 році приступив до зйомок у спортивному ситкомі «Тед Лассо» у ролі футболіста Джеймі Тартта.

## Сім'я та особисте життя
З листопада 2017 року полягає у відносинах з кінорежисером Еллі Хейдон. У серпні 2024 року стало відомо про їх заручини.. 

Вболіває за футбольний клуб «Вімблдон».

## Фільмографія
| Рік       |   | Українська назва                  | Оригінальна назва                     | Роль                          |
| --------- | - | --------------------------------- | ------------------------------------- | ----------------------------- |
| 2013      | ф | Син режисера                      | The Film-Maker's Son                  | Великий Роббі                 |
| 2015—2017 | с | Катастрофа                        | Catastrophe                           | Ніко                          |
| 2015      | ф | Сходження Крейсів                 | The Rise of the Krays                 | Дікі Бейкер                   |
| 2015      | ф | Тіні                              | Shadows                               |                               |
| 2016      | ф | Падіння Крейсів                   | The Fall of the Krays                 | Дікі Бейкер                   |
| 2016      | с | Щасливчик                         | Stan Lee's Lucky Man                  | Джей Сі                       |
| 2017      | ф | Меган Ліві                        | Megan Leavey                          | Колетта                       |
| 2017      | ф | Вбивство у «Східному експресі»    | Murder on the Orient Express          | капітан Джон Армстронг        |
| 2017      | с | Все включено                      | Benidorm                              | Райан                         |
| 2017      | с | Чоловік у помаранчевій сорочці    | Man in an Orange Shirt                | Бруно                         |
| 2017—2018 | с | Удар у відповідь                  | Strike Back                           | молодший капрал Вілл Дженсен  |
| 2018      | с | Врятуй мене                       | Save Me                               | Бі Джей МакГорі               |
| 2018      | с | Люди                              | Humans                                | Тристан                       |
| 2018      | с | Без образ                         | No Offence                            | Головний інспектор Пембрук    |
| 2018      | ф | Чиста правда                      | All Is True                           | Генрі, студент                |
| 2019      | ф | Джуді                             | Judy                                  | Бен                           |
| 2019      | ф | Ідеальна брехня                   | The Good Liar                         | Рой                           |
| 2019      | с | Катерина Велика                   | Catherine the Great                   | Розумовський Андрій Кирилович |
| 2020      | с | Дракула                           | Dracula                               | Квінсі Морріс                 |
| 2020      | с | Неприємності з Меггі Коул         | The Trouble with Maggie Cole          | Джейми Коул                   |
| 2020—2023 | с | Тед Лассо                         | Ted Lasso                             | Джеймі Тартт                  |
| 2022      | ф | Прагма                            | Pragma                                | Джек Герт                     |
| 2022      | с | Десять відсотків                  | Ten Percent                           | Джордан О’Коннор              |
| 2022      | с | Година диявола                    | The Devil's Hour                      | Майк Стівенс                  |
| 2023      | с | Ханна Уоддінгем: Додому на Різдво | Hannah Waddingham: Home for Christmas | у ролі самого себе            |
| 2025      | с | На поверхні                       | Surface                               |                               |
| 2025      | ф | Уявіть це                         | Picture This                          |                               |

### Відеоігри
| Рік  | Назва    | Роль    | Примітки    |
| ---- | -------- | ------- | ----------- |
| 2023 | Valorant | Max Bot | озвучування |

## Ролі в театрі
| Рік  | Назва                  | Оригінальна назва      | Роль          | Автор                  | Режисер                    |
| ---- | ---------------------- | ---------------------- | ------------- | ---------------------- | -------------------------- |
| 2015 | Багато галасу з нічого | Much Ado About Nothing | Клавдіо       | Уїльям Шекспір         | Хел Чемберс                |
| 2016 | Рожевий туман          | Pink Mist              | Артур         | Оуен Ширс              | Джордж Манн, Джон Реталлак |
| 2016 | Комедіант              | The Entertainer        | Грем          | Джон Осборн            | Роб Ешфорд                 |
| 2024 | Оклахома!              | Oklahoma!              | Керлі Маклейн | Роджерс та Гаммерстайн | Білл Дімер                 |

## Нагороди та номінації
| Рік  | Премія                                | Номінація                                                   | Назва         | Результат | Прим.  |
| ---- | ------------------------------------- | ----------------------------------------------------------- | ------------- | --------- | ------ |
| 2016 | Премія Лоуренса Олів'є                | Визначні досягнення у партнерському театрі                  | Рожевий туман | Номінація | [ 14 ] |
| 2017 | Off West End Awards                   | Найкраща чоловіча роль у п'єсі                              | Рожевий туман | Номінація |        |
| 2021 | Премія Гільдії кіноакторів США (2021) | Кращий акторський склад у комедійному серіалі               | Тед Лассо     | Номінація | [ 15 ] |
| 2022 | Премія Гільдії кіноакторів США (2022) | Кращий акторський склад у комедійному серіалі               | Тед Лассо     | Перемога  | [ 16 ] |
| 2023 | Just About Write Awards               | Визначна роль другого плану – комедія                       | Тед Лассо     | Перемога  | [ 17 ] |
| 2023 | Премія OFTA                           | Найкращий актор другого плану в комедійному серіалі         | Тед Лассо     | Перемога  | [ 18 ] |
| 2024 | Вибір критиків                        | Найкращий актор другого плану в комедійному серіалі         | Тед Лассо     | Номінація | [ 19 ] |
| 2024 | Еммі                                  | Краща чоловіча роль другого плану в комедійному телесеріалі | Тед Лассо     | Номінація | [ 20 ] |
| 2024 | Astra TV Awards                       | Найкращий актор другого плану в комедійному веб-серіалі     | Тед Лассо     | Номінація | [ 21 ] |
| 2024 | Премія Гільдії кіноакторів США (2024) | Кращий акторський склад у комедійному серіалі               | Тед Лассо     | Номінація | [ 22 ] |